# Malacomorpha obscura
Malacomorpha obscura är en insektsart som beskrevs av Conle, Hennemann och Perez-Gelabert 2008. Malacomorpha obscura ingår i släktet Malacomorpha och familjen Pseudophasmatidae. Inga underarter finns listade i Catalogue of Life.